# Operation Panzerfaust
 Denne artikel bør gennemlæses af en person med fagkendskab for at sikre den faglige korrekthed.

Operation Panzerfaust var en tysk kommandooperation gennemført Budapest den 15. oktober 1944. Operationen blev udført på Adolf Hitlers udtrykkelige ordre og var ledet af SS-Sturmbannführer Otto Skorzeny. Formålet med operationen var at fastholde Kongeriget Ungarn på Nazitysklands side under 2. verdenskrig. 

Tyskland havde erfaret, at Ungarns regent admiral Miklós Horthy forhandlede med Rusland for at få en våbenstilstand og trække Ungarn ud af krigen. De tyske stabskredse mente, at forhandleren var admiralens søn Nicholaus.
Den berømte tyske vovehals Otto Skorzeny landede den 15. oktober 1944 i Budapest med en lille enhed, der brød ind i  Nicholaus Horthys lejlighed og skød ham i armen, rullede ham ind i et tæppe, fragtede ham til lufhavnen og fik ham fløjet til Berlin.
Det havde ingen virkning på regenten, og to dage senere stormede Skorzeny citadellet i Budapest, hvor regenten residerede.
Efter en times kamp og syv døde overgav de ungarske styrker sig.
Admiral Horthy blev afsat, og et pro tysk regime med Ferenc Szálasi fra Pilekorspartiet som leder blev indsat.
| Historie | Spire Denne historieartikel er en spire som bør udbygges. Du er velkommen til at hjælpe Wikipedia ved at udvide den. |